# Солідарненська сільська рада
Солідарненська сільська рада — сільська рада у Білокуракинському районі Луганської області з адміністративним центром у селі Солідарне. Населення становить 1000 осіб. Щільність населення — 17,3 осіб/км².

## Населені пункти
Сільській раді підпорядковані населені пункти:
- с. Солідарне
- с. Гладкове
- с. Калинова Балка
- с. Миколаївка

## Територія
Сільська рада межує (з півночі за годинниковою стрілкою) з Привільською, Вівчарівською сільськими радами Троїцького району, Червоноармійською, Тимошинською, Курячівською, Просторівською сільськими радами Білокуракинського району, Тимонівською сільською радою Троїцького району. Територія сільської ради становить 57,62 км², периметр — 57,967 км.
На території сільради присутні масиви дубових байрачних гаїв. Споруджено ставки.

## Склад
Загальний склад ради: 12 депутатів. Партійний склад: Партія регіонів — 10 (83,3%), самовисування — 2 (16,7%). Голова сільради — Стадніков Олександр Іванович, секретар — Матвієнко Ганна Юріївна.
| Солідарненська сільська рада | Солідарненська сільська рада   | Солідарненська сільська рада | Солідарненська сільська рада |
| № зп                         | Прізвище, ім'я, по батькові    | Дата визнання обраним        | Відомості про обраного депутата |
| Партія регіонів              | Партія регіонів                | Партія регіонів              | Партія регіонів |
| ---------------------------- | ------------------------------ | ---------------------------- | --- |
| 1                            | Тарасов Артем Юрійович         | 3 листопада 2010             | Освіта середня спеціальна, член Партії регіонів, ТОВ «ЛЕО», електромонтер.                                                                 |
| 2                            | Біляк Ольга Андріївна          | 3 листопада 2010             | Освіта середня спеціальна, член Партії регіонів, тимчасово не працює.                                                                      |
| 3                            | Матвієнко Анна Юріївна         | 3 листопада 2010             | Освіта середня спеціальна, член Партії регіонів, ДП ДАК «Хліб України» Солідарненський елеватор, бухгалтер.                                |
| 4                            | Козьміна Людмила Іванівна      | 3 листопада 2010             | Освіта вища, позапартійна, Солідарнівська загальноосвітня школа, директор.                                                                 |
| 5                            | Животіков Денис Сергійович     | 3 листопада 2010             | Освіта середня, член Партії регіонів, фермерське господарство «Ява», тракторист.                                                           |
| 6                            | Овчаренко Геннадій Миколайович | 3 листопада 2010             | Освіта середня, член Партії регіонів, тимчасово не працює.                                                                                 |
| 7                            | Лагутіна Ірина Іллівна         | 3 листопада 2010             | Освіта середня, член Партії регіонів, ПП «Анна», продавець.                                                                                |
| 8                            | Лунякін Микола Кузьмич         | 3 листопада 2010             | Освіта середня, член Партії регіонів, Білокуракинська дільнична лікарня ветеринарної медицини, ветпрацівник.                               |
| 9                            | Попков Юрій Іванович           | 3 листопада 2010             | Освіта середня, член Партії регіонів, ТОВ «Калинівське», водій.                                                                            |
| 10                           | Дяченко Леонід Григорович      | 3 листопада 2010             | Освіта середня, член Партії регіонів, СТОВ «Птиця», інженер-механік.                                                                       |
| Самовисування                |                                |                              | |
| 1                            | Шетілова Наталія Михайлівна    | 3 листопада 2010             | Освіта середня, член Партії регіонів, Білокуракинський територіальний центр по обслуговувуванню непрацездатних громадян, сестра милосердя. |
| 2                            | Посохов Микола Миколайович     | 3 листопада 2010             | Освіта вища, позапартійний, Луганський обласний радіотелевізійний передаючий центр, начальник відділення.                                  |

### Керівний склад ради
| ПІБ                          | Основні відомості                                                                       | Дата обрання | Дата звільнення |
| ---------------------------- | --------------------------------------------------------------------------------------- | ------------ | --------------- |
| Радько Микола Іванович       | Сільський голова, 1963 року народження, освіта, безпартійний                            | 26.03.2006   | 17.07.2009      |
| Стадніков Олександр Іванович | Сільський голова, 1959 року народження, освіта, член Партії регіонів                    | 20.06.2010   | 31.10.2010      |
| Стадніков Олександр Іванович | Сільський голова, 1959 року народження, освіта середня спеціальна, член Партії регіонів | 31.10.2010   |                 |

Примітка: таблиця складена за даними джерела

## Історія
У грудні 1994 року відбулися перші вибори депутатів до сільської ради. Обрано депутатами М. Ф. Дзюбу, П. В. Волченка, В. О. Щоткіна, Л. I. Козьміну, О. С. Береста, Н. П. Матвієнко, Н. В. Деканя, С. Г. Левченка, Г. І. Алєйникова. Головою сільради обрано С. І. Бикова. 10 січня 1995 року розпочалась I сесія Солідарненської сільської ради депутатів. На ній було обрано заступника голови, виконавчий комітет у складі 5 осіб.

## Економіка
На землях сільської ради господарюють СТОВ Калинівське, голова Панченко Анатолій Іванович; ФГ «Ява» Фоменка Володимира Івановича; ФГ «Донбасагро» Малика Олега Сергійовича; ФГ «Простор» Світличного Юрія Миколайовича.